# Cannomys badius
Cannomys badius е вид гризач от семейство Мишкови (Muridae). Видът не е застрашен от изчезване.

## Разпространение
Разпространен е във Виетнам, Индия, Камбоджа, Лаос, Мианмар, Непал и Тайланд.